# Live in Midgård
A Live in Midgård a svéd szimfonikus metal zenekar, a Therion első hivatalos koncertlemeze. A dupla-lemezes albumot Kolumbiában, Németországban és Magyarországon vették fel a banda Secret of the Runes albumának világkörüli turnéján 2001 őszén és telén. A borítót Axel Jusseit és Thomas Ewerhard készítette.

## Számlista

### Első CD
1. Ginnungagap (Prologue)
2. Invocation of Naamah
3. Birth of Venus Illegitima
4. Enter Vril-Ya
5. Riders of Theli
6. Symphony of the Dead
7. A Black Rose (Covered With Tears, Blood And Ice)
8. The Return
9. Baal Reginon
10. Flesh of the Gods
11. Seawinds (Accept cover)
12. Swarzalbenheim
13. In the Desert of Set

### Második CD
1. The Wings of the Hydra
2. Asgård
3. Secret of the Runes (Epilogue)
4. The Rise of Sodom and Gomorrah
5. Summer Night City (ABBA cover)
6. The Beauty in Black|The Beauty in Black
7. Seven Secrets of the Sphinx
8. Wine of Aluqah
9. Raven of Dispersion
10. To Mega Therion
11. Cults of the Shadow

## Közreműködők
- Christofer Johnsson – gitár, vokál
- Kristian Niemann – gitár
- Johan Niemann – basszusgitár
- Sami Karppinen – dob

### Vendégzenészek
- Sarah Jezebel Deva – szoprán, ének
- Maria Ottoson – szoprán
- Johanna Mårlöv – alto
- Anders Engberg – tenor, ének
- Petri Heino – bariton
- Risto Hämäläinen – bariton

## Külső hivatkozások
- Információk a Therion hivatalos weboldalán az albumról